# Tara (Omsk)
Tara - en rus Та́ра - també anomenada Tura en fonts angleses és una ciutat de l'oblast d'Omsk a la regió de Sibèria a Rússia, és a uns 300 km al nord d'Omsk, a la confluència dels rius Tara (o Tura) i l'Irtix al punt on es fusiona el bosc amb l'estepa. L'any 2010 tenia 27.322 habitants.

## Història
Va ser fundada com una fortificació cap a 1594 com a resultat directe de les incursions de Iermak Timoféievitx dins Sibèria i per tant, és una de les ciutats més antigues de Sibèria. Al segle xviii hi passava la Gran carretera Siberiana i al final del segle xix el ferrocarril transsiberià.

## Clima
Tara té un clima continental d'hiverns molt freds (però no tant com en altres regions siberianes de més al nord o més continentals) i estius moderadament càlids.
| Paràmetres climàtics mitjans de Tara  | Paràmetres climàtics mitjans de Tara | Paràmetres climàtics mitjans de Tara | Paràmetres climàtics mitjans de Tara | Paràmetres climàtics mitjans de Tara | Paràmetres climàtics mitjans de Tara | Paràmetres climàtics mitjans de Tara | Paràmetres climàtics mitjans de Tara | Paràmetres climàtics mitjans de Tara | Paràmetres climàtics mitjans de Tara | Paràmetres climàtics mitjans de Tara | Paràmetres climàtics mitjans de Tara | Paràmetres climàtics mitjans de Tara | Paràmetres climàtics mitjans de Tara |
| Mes                                   | Gen.                                 | Feb.                                 | Mar.                                 | Abr.                                 | Mai.                                 | Jun.                                 | Jul.                                 | Ago.                                 | Set.                                 | Oct.                                 | Nov.                                 | Des.                                 | Anual                                |
| ------------------------------------- | ------------------------------------ | ------------------------------------ | ------------------------------------ | ------------------------------------ | ------------------------------------ | ------------------------------------ | ------------------------------------ | ------------------------------------ | ------------------------------------ | ------------------------------------ | ------------------------------------ | ------------------------------------ | ------------------------------------ |
| Temperatura màxima registrada °C (°F) | 3,3 (37,9)                           | 5,1 (41,2)                           | 13,2 (55,8)                          | 29,6 (85,3)                          | 36,4 (97,5)                          | 41,4 (106,5)                         | 36,5 (97,7)                          | 34,5 (94,1)                          | 32,5 (90,5)                          | 22,5 (72,5)                          | 9,5 (49,1)                           | 3,4 (38,1)                           | 41,4 (106,5)                         |
| Temperatura mínima registrada °C (°F) | −49,2 (−56,6)                        | −44,3 (−47,7)                        | −36,9 (−34,4)                        | −26,0 (−14,8)                        | −8,0 (17,6)                          | −3,5 (25,7)                          | 0,0 (32)                             | −0,8 (30,6)                          | −7,9 (17,8)                          | −25,0 (−13)                          | −41,8 (−43,2)                        | −44,5 (−48,1)                        | −49,2 (−56,6)                        |
| Temperatura diària màxima °C (°F)     | −13,4 (7,9)                          | −10,2 (13,6)                         | −1,6 (29,1)                          | 7,7 (45,9)                           | 17,1 (62,8)                          | 22,8 (73)                            | 24,3 (75,7)                          | 21,1 (70)                            | 14,5 (58,1)                          | 6,4 (43,5)                           | −4,6 (23,7)                          | −10,9 (12,4)                         | 6,1 (43)                             |
| Temperatura diària mínima °C (°F)     | −22,8 (−9)                           | −21,6 (−6,9)                         | −13,5 (7,7)                          | −2,7 (27,1)                          | 4,5 (40,1)                           | 10,7 (51,3)                          | 13,0 (55,4)                          | 10,3 (50,5)                          | 4,6 (40,3)                           | −1,4 (29,5)                          | −11,9 (10,6)                         | −19,8 (−3,6)                         | −4,2 (24,4)                          |
| Precipitació total mm (polzades)      | 22,9 (0,9)                           | 14,9 (0,6)                           | 17,8 (0,7)                           | 24,1 (0,9)                           | 41,4 (1,6)                           | 55,7 (2,2)                           | 61,8 (2,4)                           | 64,2 (2,5)                           | 46,4 (1,8)                           | 35,6 (1,4)                           | 33,0 (1,3)                           | 29,8 (1,2)                           | 447,6 (17,6)                         |
| Font: Погода и климат Тара            |                                      |                                      |                                      |                                      |                                      |                                      |                                      |                                      |                                      |                                      |                                      |                                      |                                      |